# Wukirsari (Imogiri)
Wukirsari is een bestuurslaag in het regentschap Bantul van de provincie Jogjakarta, Indonesië. Wukirsari telt 15.599 inwoners (volkstelling 2010).